# Lima landskommun
Lima landskommun var en kommun i dåvarande Kopparbergs län (nu Dalarnas län).

## Administrativ historik
Kommunen bildades 1863 i Lima socken i Dalarna.
Landskommunen uppgick 1971 i den då nybildade Malungs kommun.

### Kyrklig tillhörighet
I kyrkligt hänseende tillhörde kommunen Lima församling.

## Kommunvapen
Blasonering: Sköld, medelst en vågskura delad av guld, vari en slägga och en yxa i kors, i övre vinkeln åtföljda av en hästsko, allt blått, och av blått, vari en båt av guld.
Vapnet antogs 1946.

## Geografi
Lima landskommun omfattade den 1 januari 1952 en areal av 1 434,50 km², varav 1 377,00 km² land.

### Tätorter i kommunen 1960
| Tätort       | Folkmängd |
| ------------ | --------- |
| Limedsforsen | 629       |
| Lima         | 325       |

Tätortsgraden i kommunen var den 1 november 1960 40,5 procent.

## Politik

### Mandatfördelning i valen 1938-1966
| 16 |  |  | 4 | 3 |

| 25 |

| 17 | 8 |

| 25 |

| 15 | 3 | 7 |

| 25 |

| 15 | 6 | 4 |

| 24 |

| 14 | 5 | 6 |

| 25 |

| 12 | 10 | 3 |

| 25 |

| 13 | 10 | 2 |

| 25 |

| 11 | 10 | 4 |

| 25 |